# Miglior allenatore della Ligat ha'Al
Il Miglior allenatore della Ligat ha'Al è il premio conferito dalla Ligat ha'Al al miglior allenatore della stagione regolare.

## Vincitori

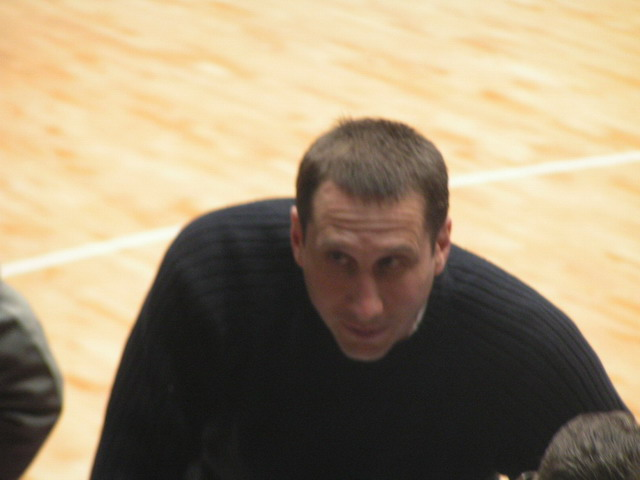
David Blatt tre volte vincitore del riconoscimento

| Stagione  | Nazionalità | Giocatore                | Squadra               |
| --------- | ----------- | ------------------------ | --------------------- |
| 1989-1990 | Israele     | Yoram Harush             | Hapoel Gerusalemme    |
| 1990-1991 | Israele     | Moshe Weinkrantz         | Maccabi Rishon LeZion |
| 1991-1992 | Israele     | Muli Katzurin            | Hapoel Galil Elyon    |
| 1992-1993 | Israele     | Pini Gershon             | Hapoel Galil Elyon    |
| 1993-1994 | Israele     | Meir Kaminsky            | Beitar Ramat Gan      |
| 1994-1995 | Israele     | Hanoch Mintz             | Hapoel Gvat           |
| 1995-1996 | Stati Uniti | David Blatt              | Hapoel Galil Elyon    |
| 1996-1997 | Israele     | Arik Shivek              | Maccabi Ra'anana      |
| 1997-1998 |             | sconosciuto              |                       |
| 1998-1999 | Israele     | Effi Birnbaum            | Hapoel Gerusalemme    |
| 1999-2000 | Israele     | Sharon Drucker           | Maccabi Ra'anana      |
| 2000-2001 | Israele     | Erez Edelstein           | Hapoel Galil Elyon    |
| 2001-2002 | Stati Uniti | David Blatt (2)          | Maccabi Tel Aviv      |
| 2002-2003 | Israele     | Avi Ashkenazi            | Ironi Nahariya        |
| 2003-2004 | Israele     | Ya'akov Jino             | Bnei HaSharon         |
| 2004-2005 | Israele     | Effi Birnbaum (2)        | Hapoel Tel Aviv       |
| 2005-2006 | Israele     | Ofer Berkovich           | Maccabi Giv'at Shmuel |
| 2006-2007 | Israele     | Oded Kattash             | Hapoel Galil Elyon    |
| 2007-2008 | Israele     | Miki Dorsman             | Hapoel Holon          |
| 2008-2009 | Israele     | Avi Ashkenazi (2)        | Maccabi Haifa         |
| 2009-2010 | Israele     | Eric Elfasi              | Barak Netanya         |
| 2010-2011 | Stati Uniti | David Blatt (3)          | Maccabi Tel Aviv      |
| 2011-2012 | Israele     | Ofer Berkovich (2)       | Maccabi Ashdod        |
| 2012-2013 | Stati Uniti | Brad Greenberg           | Maccabi Haifa         |
| 2013-2014 | Stati Uniti | David Blatt (4)          | Maccabi Tel Aviv      |
| 2014-2015 | Israele     | Danny Franco             | Hapoel Gerusalemme    |
| 2015-2016 | Israele     | Arik Shivek (2)          | Maccabi Rishon LeZion |
| 2016-2017 | Italia      | Simone Pianigiani        | Hapoel Gerusalemme    |
| 2017-2018 | Israele     | Dan Shamir               | Hapoel Holon          |
| 2018-2019 | Grecia      | Giannīs Sfairopoulos     | Maccabi Tel Aviv      |
| 2019-2020 | Grecia      | Giannīs Sfairopoulos (2) | Maccabi Tel Aviv      |
| 2020-2021 | Grecia      | Stefanos Dedas           | Hapoel Holon          |
| 2021-2022 | Israele     | Oren Aharoni             | Bnei Herzliya         |
| 2022-2023 | Serbia      | Aleksandar Džikić        | Hapoel Gerusalemme    |
| 2023-2024 | Israele     | Sharon Avrahami          | Ironi Kiryat Ata      |